# Чартакский район
Чартакский район (тума́н; узб. Chortoq tumani / Чортоқ тумани) — район в Наманганской области Узбекистана. Административный центр — город Чартак.

## История
Чартакский район был образован в 1950 году в составе Наманганской области. 18 мая 1959 года упразднён (территория передана в Янгикурганский район), восстановлен в 1980 году.

## Административно-территориальное деление
По состоянию на 1 января 2011 года, в состав района входят:
- город

1. Чартак.

- 10 городских посёлков

1. Айкиран,
2. Алихан,
3. Баликкул,
4. Караскан,
5. Кушан,
6. Мучум,
7. Ораарык,
8. Пастки Пешкурган,
9. Хазратишо,
10. Юкори Пешкаран.

- 9 сельских сходов граждан

1. Айкиран,
2. Алихан,
3. Багистан,
4. Гульшан,
5. Караскан,
6. Мучум,
7. Пешкурган,
8. Сарай,
9. Хазратишо.